# Dagoll Dagom
Dagoll Dagom és una companyia de teatre catalana creada l'any 1974 pel director i poeta Joan Ollé.
Segons Joan Lluís Bozzo el nom va ser idea de Joan Ollé, i era el so amb el qual anomenava els estris d'anar a escola, i va sorgir la idea en un bar proper a la Gran Via.
La dirigeixen Joan Lluís Bozzo, Anna Rosa Cisquella i Miquel Periel. La majoria dels espectacles que han estrenat són musicals, però també han creat sèries de televisió d'èxit, com Oh! Europa i La memòria dels Cargols. N'hi ha nombrosos discs amb les bandes sonores. La primera obra que presentaren fou Yo era un tonto y lo que he visto me ha hecho dos tontos, basada en poemes de Rafael Alberti. L'any següent estrenaren una escenificació sobre poemes de Joan Salvat-Papasseit, Nocturn per a acordió, amb música de Ramon Muntaner i la col·laboració de Lluís Llach. No hablaré en clase, de l'any 1975, representà la professionalització definitiva de la companyia i el salt al gran públic. Però l'obra que va suposar una inflexió en la trajectòria de Dagoll Dagom fou Antaviana, del 1978, un pas definitiu cap al teatre musical i una de les més celebrades i conegudes de la companyia. Es basa en contes de Pere Calders i en les músiques "galàctiques" de Jaume Sisa. Una altra obra musical molt celebrada de la companyia fou Flor de nit, obra ambientada en un cabaret de l'avinguda del Paral·lel a la Barcelona dels anys previs a la Guerra Civil espanyola. El 2015 van rebre el Premi Joan Coromines. El juny del 2022, en una entrevista a la Cadena ser, Anna Rosa Cisquella anuncia que es tornarà a representar l'emblemàtica Mar i cel al 2024 i, probablement, aquesta obra servirà com a cloenda de la seva vida professional, així com l'acte de clausura de la companyia. Mar i cel és una obra de teatre emblemàtica, escrita per Àngel Guimerà l'any 1888 i estrenada aquell any al Teatre Romea de Barcelona; es tracta d'una tragèdia romàntica de la primera etapa de l'autor.

## La fi de Dagoll Dagom
Després de cinquanta-un anys de companyia, Cisquella anuncia la defunció de Dagoll Dagom durant la gala dels Premis Max, edició del 2025, al Teatro Gayarre de Pamplona en motiu del Premi Aplaudiment del Públic al musical L'alegria que passa.

## Obres

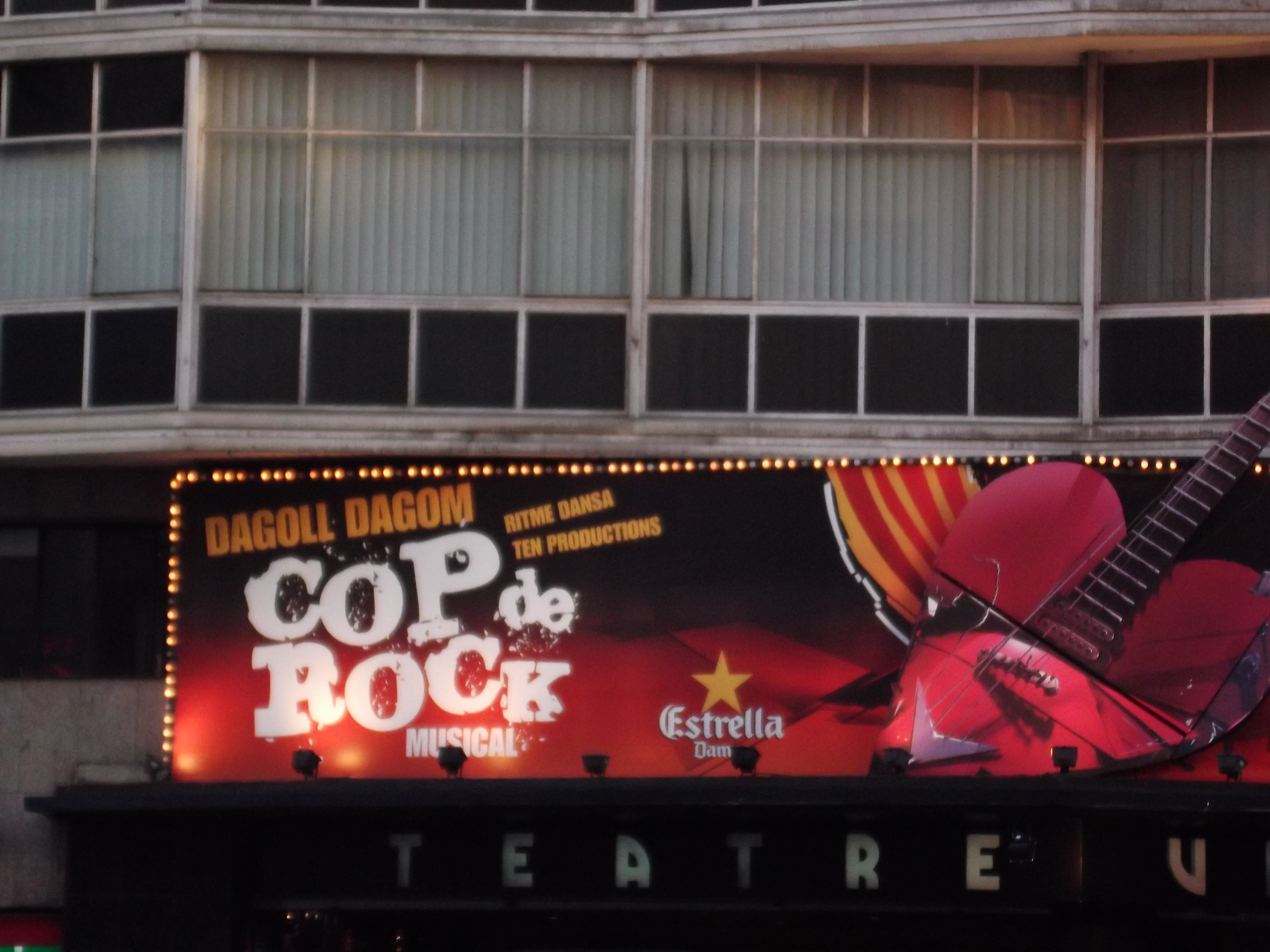
Cop de rock, al Teatre Victòria (2011)

### Teatre[6]
- Yo era un tonto y lo que he visto me ha hecho dos tontos (1974)
- Nocturn per a acordió (1975)
- No hablaré en clase (1977)
- Antaviana (1978)
- Nit de Sant Joan (1981)
- Glups! (1983)
- Antaviana (1985) reposició
- El Mikado (1986)
- Quarteto da cinque (1987)
- Mar i Cel (1988)
- Flor de nit (1992)
- Historietes (1993)
- T'odio, amor meu (1995)[7]
- Pigmalió (1997)
- Els Pirates (1997)[8]
- Cacao (2000)
- Poe (2002)
- La Perritxola (2003)
- Mar i Cel (2004) reposició
- El Mikado (2005) reposició
- Boscos endins (2007)
- Aloma (2008)
- Nit de Sant Joan (2010)
- Cop de rock (2011)
- La família irreal (2012)
- Super3: El Musical (2013)
- Mar i Cel (2014) reposició
- Scaramouche (2016)
- Maremar (2018)
- La tendresa (2019)
- T'estimo si he begut (2020)
- Bye Bye Monstre (2021)
- L'alegria que passa (2023)
- Mar i Cel (2024) reposició

### Televisió[9]
- Oh! Europa (1993)
- Oh! Espanya (1996)
- La memòria dels Cargols (1999)
- Psico express (2001)
- La sagrada família (2010)